# Avenida Ángel Gallardo
La avenida Ángel Gallardo es una arteria vial de la Ciudad de Buenos Aires, Argentina.

## Características
A pesar de poseer 10 cuadras, y ser de mucho menos recorrido que otras avenidas porteñas; Ángel Gallardo se caracteriza por un gran movimiento vehicular, al poseer entradas y salidas hacia importantes avenidas como Corrientes, San Martín y Gaona.
Además es una zona comercial de alto movimiento peatonal, al tener acceso a la Línea B de subterráneos y encontrarse sobre un gran espacio verde de la ciudad, como lo es el Parque Centenario.
Existe un proyecto para que parte de la futura Línea G de subtes corra por debajo de la totalidad de la avenida.
Antiguamente, esta arteria se denominaba Chubut.

## Recorrido
Nace en el límite de los barrios de Almagro y Villa Crespo a partir de la Avenida Corrientes, siendo continuación de la Avenida Estado de Israel.
Su recorrido es en sentido noreste-sudoeste.
En ésta esquina se encuentra la estación Ángel Gallardo de la Línea B del Subte de Buenos Aires
Siguiendo su recorrido, a 50 m de su nacimiento, al cruzar la Calle Río de Janeiro, ingresa formando el límite con el barrio de Caballito.
Transcurre por la parte norte de Parque Centenario, finalizando en el monumento al Cid Campeador, en su intersección con la avenida Avenida Dr. Honorio Pueyrredón; y continuando hacia el oeste ya con el nombre de Avenida Gaona.

## Toponimia
Recibe su nombre en honor a Ángel Gallardo (1867 - 1937), quien fuera naturalista y ministro de relaciones exteriores de Argentina.

## Cruces importantes

### Almagro/Villa Crespo (1-50)
- 0: Avenida Corrientes - Avenida Estado de Israel - Estación Ángel Gallardo de la Línea B del Subte de Buenos Aires

### Caballito/Villa Crespo (50-1100)
- 200: Calle Juana de Ibarborou/Luis María Drago - Hospital Naval Central Dr. Perdo Mallo
- 300: Avenida Patricias Argentinas esquina este - Parque Centenario
- 400: Avenida Warnes
- 500: Avenida Patricias Argentinas esquina oeste - Museo Argentino de Ciencias Naturales
- 600: Avenida Leopoldo Marechal
- 700: Avenida Acoyte
- 1100: Avenida Honorio Pueyrredón - Avenida Díaz Vélez - Avenida San Martín - Avenida Gaona - Monumento a Rodrigo Díaz de Vivar - Cid Campeador

- Datos: Q5714302
- Multimedia: Avenida Ángel Gallardo, Buenos Aires / Q5714302